# I cavalieri di Ekebù

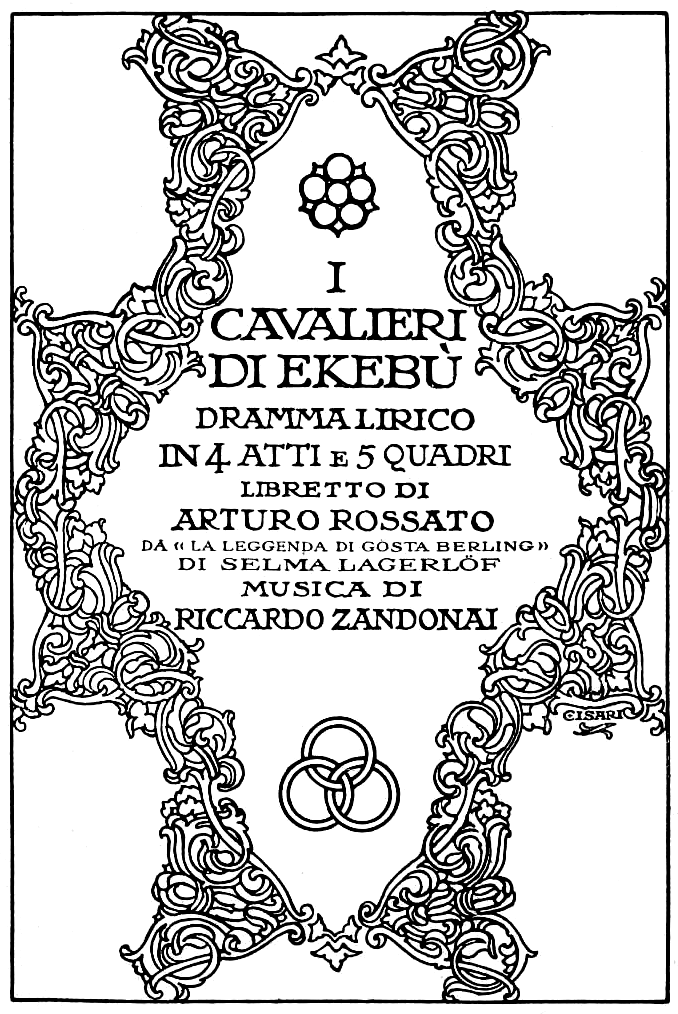
Zweites Titelblatt des Librettos, Mailand 1925

I cavalieri di Ekebù ist eine Oper in vier Akten (fünf Bildern) des italienischen Komponisten Riccardo Zandonai. Das Libretto schrieb Arturo Rossato nach dem Roman Gösta Berling von Selma Lagerlöf. Die Uraufführung fand am 7. März 1925 an der Mailänder Scala statt.

## Handlung

### Erster Akt
In einer Wirtsstube. Es ist Heilig Abend
Gösta Berling ist ein Dichter und Träumer. Wegen seiner starken Trinksucht ist er außer Stande, sein Amt als Pfarrer weiter zu walten und wurde von seinem Vorgesetzten des Kirchendienstes entbunden. Sogar am heiligen Abend sitzt er, schlechter Laune, im Wirtshaus und frönt seiner Liebe zum Alkohol. Seine Geliebte Anna, welche ihn vorfindet gerät mit ihm in Streit: Sie hätte sich den heiligen Abend anders vorgestellt. Auch ihr Vater, Sintram ist gegenüber Gösta schlecht gestellt und liegt mit ihm in Zwietracht. Die Wirtin schließt und Gösta wird aus dem Lokal geworfen. Ohne jeglichen Lebensmut wirft er sich in den kalten Schnee. Die Majorin erscheint: sie hat seit jeher einen Fable für verkrachte Existenzen und bietet Gösta ein Obdach auf ihrer Festung an. Sie erzählt ihm ihre Lebens – und Leidensgeschichte: zu Gunsten ihrer Mutter musste sie ihren Geliebten verlassen und sich einen reichen Mann zum Gatten nehmen. Samzelius, verworrenen und schwermütigen Charakters, vermachte ihr, aus Mitleid für ihre enttäuschte Liebe die Festung Ekeby und die dazugehörige Eisenhütte. Der von ihr abgewiesene Liebende starb alsbald an Liebeskummer; sie zerstritt sich mit ihrer Mutter und sah sie seitdem nicht mehr. Als sie Gösta erzählt, dass auch Anna auf der Burg sei, entschließt er sich, ihr zu folgen.

### Zweiter Akt
Auf der Festung Ekeby. Starker Schneefall
Die Kavaliere der Majorin, ehemalige Soldaten, Abenteurer und sonstige Gestrandete, zu denen nun auch Gösta hinzugestoßen ist, freuen sich gemeinsam auf den heiligen Abend. Sintram ist unterdessen gewillt, die Burg, zu Gegenwillen seiner Tochter, mit eben jener verlassen, was die Kavaliere jedoch verhindern können. Gösta steht Anna bei und gesteht ihr, vor versammelter Mannschaft seine Liebe. Sintram ist jedoch strikt gegen eine Bindung zwischen den beiden und stellt sich damit gegen die Majorin, die eine solche befürworten würde. Sintram gerät in Rage: er beschimpft Gösta als üblen Verführer, prophezeit der Majorin, dass schlechte Zeiten kommen würden und verstößt seine Tochter. Die Majorin jedoch meint es gut mit den beiden und gibt den beiden Liebenden ihren Segen.

### Dritter Akt
Ekeby. Später Abend
Die Kavaliere trinken, Liecrona spielt auf seiner Violine und alle anwesenden erfreuen sich der Weihnachtsfeier. Nach dem vollendeten Mahl kehrt Sintram, genau als die Kirchenglocke Mitternacht schlägt, angetrunken und rot im Gesicht wie der Teufel, noch einmal zurück. Er ersucht die Majorin, sie solle ihren Vertrag mit dem Teufel verlängern, mit dem sie sich Burg und Kavaliere, um den Preis ihrer Seele gekauft hat. Außerdem, so erzählt er, müsse jedes Jahr einer der Kavaliere zur Hölle fahren. Die Kavaliere geraten in Streit. Wütend und aufgebracht scheuchen sie ihre Herrin von der Burg. Bald stellen sie jedoch fest, dass sie zu weit gegangen sind, denn sie wissen, dass alles, ohne ihre Herrin, zu Ende gehen wird.

### Vierter Akt
Einige Monate später
Die Bevölkerung protestiert, dass die Majorin endlich zurückkehren solle, da die Burg Ekeby in der letzten Zeit zuschulden der Kavaliere verwahrlost ist. Da Anna droht, Gösta erneut zu verlassen, verspricht er sich zu bessern und sieht seine Fehler ein.
Als die Majorin endlich zurückkehrt, sehen alle entsetzt, dass sie schwerkrank geworden ist. Doch sie zeigt sich allen von ihrer guten Seite: Sie kann den Männern ihre Taten verzeihen, Anna und Gösta vermacht sie all ihre Güter und ihren Besitz und gibt ihnen erneut ihren Segen. Noch im Sterben hört sie, wie die Hämmer in der Mine zu Ekebu wieder geschlagen werden und die Schornsteine wieder zu rauchen beginnen: Es entsteht ein neues Ekeby; die Zeit der Kavaliere ist endgültig vorbei.

## Werkgeschichte
Bei den cavalieri di Ekebù handelt es sich um die Oper, die Zandonai am genauesten ausgearbeitet hat. Er begann die Komposition zu Beginn des Jahres 1923 und stellte die Erste Fassung erst eineinhalb Jahre später, im Herbst 1924 fertig. Schon nach der ersten Produktion nahm Zandonai einige Änderungen vor. Besonders genau war Zandonai beim Erstellen der schwedischen Fassung seiner Oper, welche 1928 zum siebzigsten Geburtstages Lagerlöfs in Stockholm mit triumphalen Erfolg aufgeführt wurde.
Bei der Uraufführung sangen u. a. Franco lo Giudice (Gösta), Elvira Mari Casazza (Majorin) und Maria Luisa Fanelli (Anna). Es dirigierte Arturo Toscanini.

## Instrumentation
In der Partitur werden folgende Instrumente verlangt:
- Holzbläser: Piccoloflöte, zwei Flöten, zwei Oboen, Englischhorn, zwei Klarinetten, Bassklarinette, zwei Fagott
- Blechbläser: vier Hörner, drei Trompeten, drei Posaunen, Bassposaune
- Pauken, Schlagwerk: kleine Trommel, große Trommel, Becken, Triangel, Glockenspiel, Röhrenglocken
- Celesta
- Harfe
- Streicher
- Bühnenmusik: Zwei Violinen, Es-Klarinette, zwei Althörner, zwei Euphonien, eine Solo-Violine auf der Szene.